# Lancina Karim Konaté
Lancina Karim Konaté (Niamey, 20 maggio 1986) è un ex calciatore nigerino, di ruolo centrocampista.

## Carriera

### Club
Inizia la carriera agonistica nel 2005 nel Sahel Sporting Club, società che lascerà nel 2007 per trasferirsi in Camerun, nel Cotonsport Garoua. Con il sodalizio di Garoua gioca sino al 2009, anno in cui si trasferisce all'al-Ittihad Tripoli, con cui vincerà due campionati libici. Nel 2010 passa al Monastir, in Tunisia. Nell'estate 2010 torna al Cotonsport Garoua, società con cui l'anno seguente vincerà la MTN Elite One, il massimo campionato camerunese, nel 2011. In carriera ha giocato complessivamente 18 partite nella CAF Champions League, segnando anche 3 gol. Nella stagione 2012-2013 ha giocato nella massima serie bulgara con la Lokomotiv Sofia; dopo un'ulteriore parentesi nel Cotonsport Garoua, è passato al Metz, nella seconda serie francese.

### Nazionale
Fa parte della Nazionale del suo Paese dal 2006. Viene selezionato per partecipare alla Coppa d'Africa 2012 ed alla Coppa d'Africa 2013.

## Palmarès

### Club

#### Competizioni nazionali
- Niger Premier League: 1

Sahel SC: 2007
- Coppa del Niger: 1

Sahel SC: 2006
- Campionato camerunese: 4

Cotonsport Garoua: 2007, 2009, 2010, 2012
- Coppa del Camerun: 3

Cotonsport Garoua: 2007, 2008, 2011
- Campionato libico: 2

Al-Ittihad Tripoli: 2009, 2010
- Coppa di Libia: 1

Al-Ittihad Tripoli: 2009
- Supercoppa di Libia: 1

AL-Ittihad Tripoli: 2009